# Boller i karry

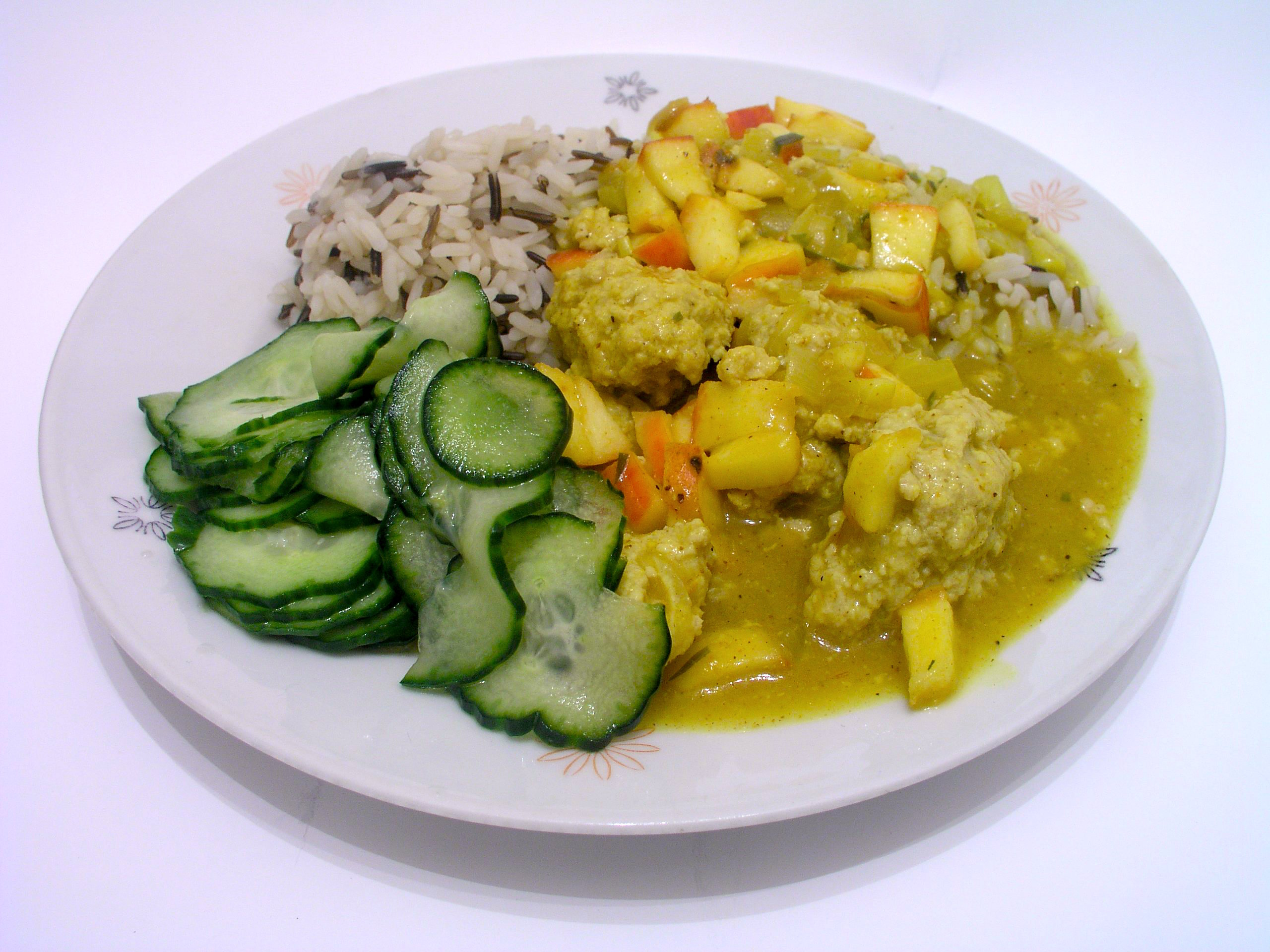
Boller i karry, servido com salada de pepino.

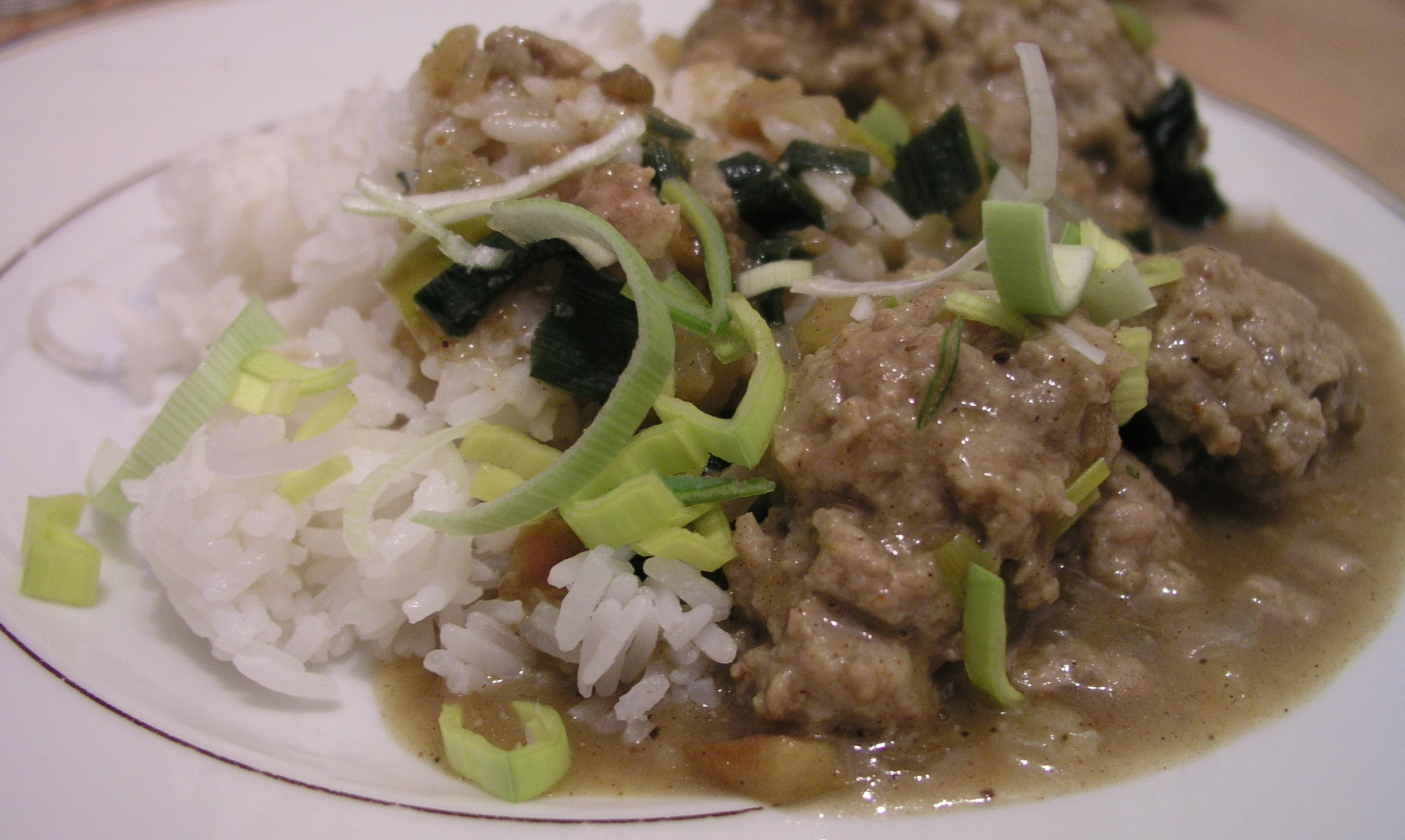
Boller i karry, servido com alho-porro

Boller i karry (ou também: kødboller i karry) é prato típico da culinária da Dinamarca. O seu nome significa almôndegas com caril. É servido com arroz e consiste de almôndegas cozidas, às quais se acrescenta um molho espesso, feito com a água da cozedura, caril, cebola e maçã, entre outros ingredientes possíveis. As almôndegas podem ser feitas com carne de porco ou de vaca.
É prato consumido desde cerca de 1935.